# Carpio de Azaba
Carpio de Azaba è un comune spagnolo di 115 abitanti situato nella comunità autonoma di Castiglia e León.